# Le raid merveilleux
Le raid merveilleux (títol en francès, en txec: Podivuhodný let; en català: El vol meravellós), H. 159, és un ballet per a dos clarinets, trombó i quartet de corda compost per Bohuslav Martinů i completat l'11 de setembre de 1927 per al Théâtre Béritza i que no es va arribar a produir per la fallida del teatre. Es va estrenar el 8 de gener de 1980 a Polička dirigida per Václav Nosek, després d'haver-se redescobert.
Dedicat als aviadors francesos Charles Nungesser i François Coli. Van desaparèixer en un intent de fer el primer vol transatlàntic sense escales de París a Nova York el 8 de maig de 1927.

## Origen i context
En la segona meitat dels anys 20, Martinů, com molts altres compositors rellevants, es va deixar inspirar pel jazz, una moda musical que inundava Europa. Entre els anys 1926 i 1930, les composicions de Martinů van destacar per la seva naturalesa peculiar -va experimentar amb mitjans contemporanis com la ràdio, la televisió i el cinema- i pel seu estil musical agosarat. Aquesta simbiosi entre el jazz i diverses fórmules neoclàssiques les va aplicar al ballet i l'òpera.
Le raid merveilleux, subtitulat "ballet mécanique", explica el fracàs d'un intent realitzat per dos pilots francesos per travessar l'Atlàntic només unes setmanes abans que Charles Lindbergh ho aconseguís des de la direcció contrària.
Durant molts anys, es va pensar que el manuscrit original s'havia perdut fins que, a principis dels anys 90, Iša Popelka la va trobar a la Staatsbibliothek de Berlín. La peça estava incompleta i els darrers 19 compassos van ser afegits per Evžen Zámečník.

## Moviments
- Quadre 1: Un oiseau
- Quadre 2: Une hélice
- Quadre 3: Les cartes
- Quadre 4: Les réflecteurs et les affiches
- Quadre 5: La mer

## Enregistrament
2004: Le Raid merveilleux; La Revue de cuisine; On tourne!. Christopher Hogwood dirigeix l'Orquestra Filharmònica Txeca amb el solista Daniel Wiesner. Segell discogràfic: Supraphon